# Кринички (Вільногірська міська громада)
Кринички́ — село в Україні, у Вільногірській міській громаді Кам'янського району Дніпропетровської області. Населення за переписом 2024 року складало 342 осіб.

## Географія
Село Кринички примикає до міста Вільногірськ і села Посуньки. У селі бере початок річка Балка Кринички.

## Населення

### Мова
Розподіл населення за рідною мовою за даними перепису 2001 року:
| Мова       | Кількість | Відсоток |
| ---------- | --------- | -------- |
| українська | 356       | 94.68%   |
| російська  | 16        | 4.26%    |
| білоруська | 4         | 1.06%    |
| Усього     | 376       | 100%     |